# لوکاس مندز
لوکاس مندز (به پرتغالی: Lucas Michel Mendes) مدافع اهل برزیل است که در شهر کوریتیبا و در تاریخ ۳ ژوئیهٔ ۱۹۹۰ به دنیا آمده‌است.
لوکاس مندز در تیم‌های فوتبال کوریتیبا سابقهٔ حضور دارد.
او سابقه برای باشگاه فوتبال المپیک مارسی و الوکره را در سابقه کارنامه خود دارد.